# Rivière Shingle
Pour les articles homonymes, voir Shingle.
La rivière Shingle est un affluent de la rivière aux Bleuets, coulant au nord du fleuve Saint-Laurent, dans les territoires non organisés du Lac-Bazinet, dans la municipalité régionale de comté (MRC) Antoine-Labelle, dans la région administrative de la Laurentides, au Québec, au Canada.
Ce cours d’eau coule entièrement dans une petite vallée en zone forestière. Cette zone est sans villégiature.
La surface de la rivière Shingle est généralement gelée de la mi-décembre jusqu’à la fin mars.

## Géographie
La rivière Shingle prend sa source à l’embouchure du lac Shingle (longueur : 2,5 km ; altitude : 420 m), dans le territoire non organisé du Lac-Bazinet. Ce lac est alimenté par la décharge (venant du nord) du lac Clair lequel comporte deux émissaires dont le second se déverse vers le nord-est dans le ruisseau de la Sauterelle, soit un affluent de la rivière Bazin.
À partir du barrage à l’embouchure du lac Shingle, la rivière Shingle coule sur 13,6 km, selon les segments suivants :
- 0,6 km vers l'ouest, jusqu’à la confluence d’un ruisseau (venant du nord) ;
- 3,9 km vers le sud-ouest, en traversant un lac constitué par l’élargissement de la rivière, jusqu’au barrage à la confluence ;
- 5,0 km vers le sud-ouest, jusqu’à l’embouchure d’un petit lac lequel reçoit du côté sud la décharge du lac Capitaine ;
- 3,0 km vers le sud-ouest, jusqu’à la décharge du lac Dorothy et du Petit lac Dorothy ;
- 1,1 km vers le sud-ouest, jusqu’à la confluence de la rivière[2].

La rivière Shingle se déverse sur la rive est de la rivière aux Bleuets (rivière Bazin) laquelle se déverse à son tour dans la rivière Bazin à 6,0 km en aval. Cette confluence de la rivière Shingle est située à :
- 128 km au nord-est du centre du village de Mont-Laurier ;
- 73,1 km au nord-ouest du centre du village de Manawan ;
- 23,8 km au nord-ouest du Dépôt-Carrier, situé au nord du réservoir Mitchinamecus.

## Toponymie
Sur le plan nominatif, le terme anglais shingle peut signifier :
- bardeau : jusqu'au milieu du XXe siècle, les bardeaux de cèdres étaient grandement utilisés pour couvrir les toitures de maisons et de bâtiments de ferme. Les bardeaux pouvaient aussi être apposés sur les façades ;
- galet : caillou. Le fonds d'une rivière peut comporter des galets.

Le toponyme rivière Shingle a été officialisé le 5 décembre 1968 à la Commission de toponymie du Québec.